# Percina bimaculata
Percina bimaculata és una espècie de peix pertanyent a la família dels pèrcids.

## Hàbitat
És un peix d'aigua dolça, bentopelàgic i de clima temperat.

## Distribució geogràfica
Es troba a Nord-amèrica: les conques fluvials de la badia de Chesapeake (els Estats Units).

## Observacions
És inofensiu per als humans.